# Oroszország prágai nagykövetsége
Oroszország prágai nagykövetsége az Oroszországi Föderáció egyik csehországi diplomáciai képviselete, ami Prága 6 kerületében található. A nagykövetség a Friedrich Petschek Villában helyezkedik el, amit a második világháború után Csehszlovákia elnöke a Szovjetuniónak ajándékozott.

## Története

### Áttekintés

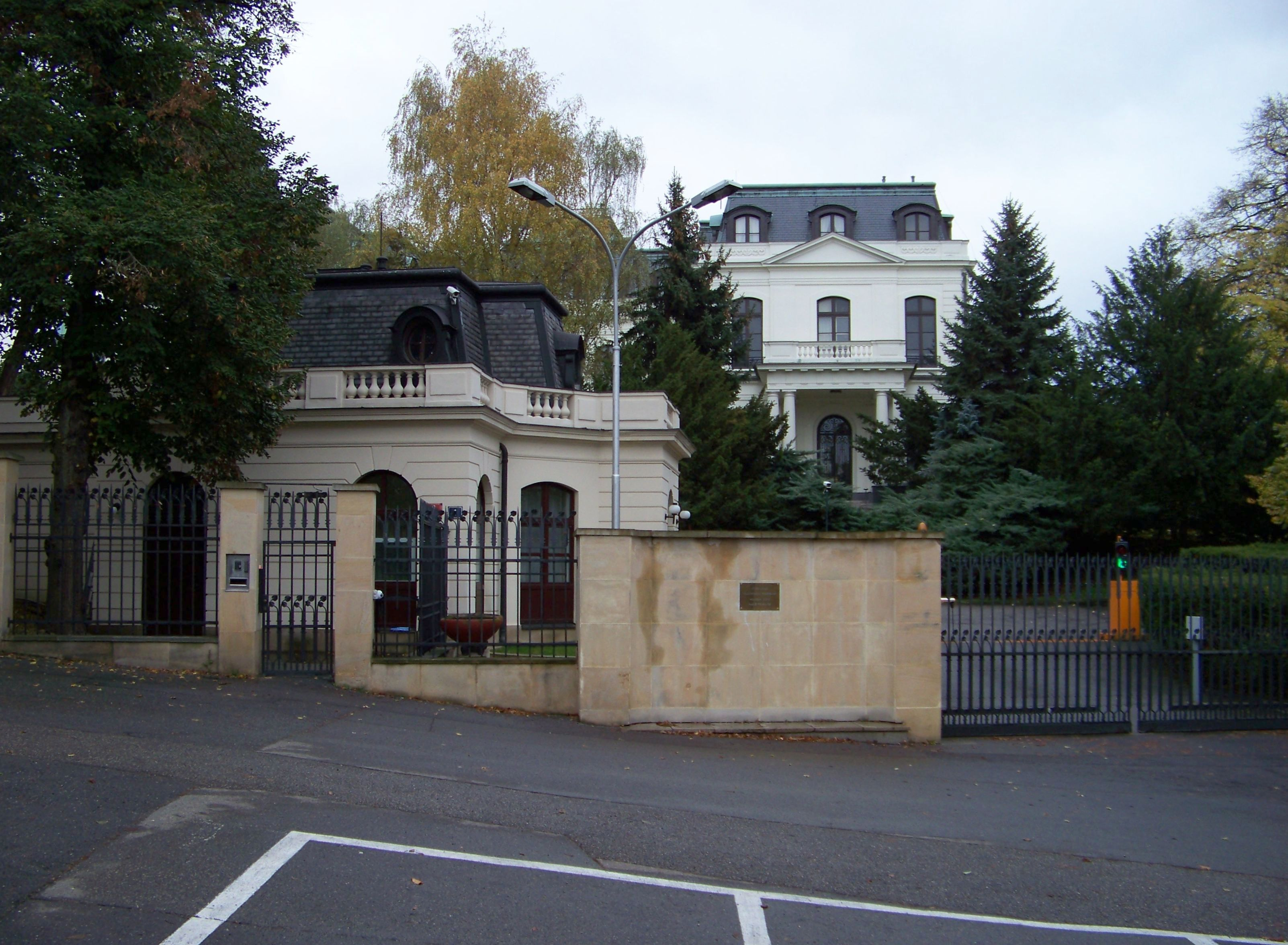
Az épület észak-nyugati oldala

A nagykövetség épületét 1927-ben vásárolta meg Jiří Popper cseh bankár. Popper és Csehszlovákia elnöke, Edvard Beneš, együtt menekültek Londonba 1938-ban.
Az ingatlant 1939. március 16-án a nácik eltulajdonították, egy nappal Csehország megszállása után, majd a Gestapo központjaként volt használva. Ebben az időszakban sok alagutat ástak az épület alatt. 1945-ben, a háború vége után a Popper-család megpróbálta visszaszerezni az épületet, de Beneš államosítási politikája miatt ez sikertelen volt. Ugyan Beneš tudta, hogy a cseh bankár még életben volt és tervezett visszatérni hazájába, az épületet a Szovjetuniónak ajándékozta köszönetként. Az épületet a szovjetek országuk nagykövetségeként kezdték használni, felhasználva a németek által kiépített alagutakat is. Nagyon valószínű, hogy ezeket a KGB használta hírszerzésre.
A Popper-család eredetileg kapott volna pénzt az épületért, de a kommunista kormány felemelkedése következtében ez soha nem történt meg.
1990-ben új törvények szerint lehetett kárpótlást kérni 1948 után elkobzott épületekre, amit követően 2008 júliusában Lisbeth Popper, Jiří Popper fia, eljárást indított a cseh és az orosz államok ellen, kárpótlást kérve az épületért. A dokumentumok szerint az épület értéke egy milliárd cseh korona, amit Csehország fizetett volna ki a családnak. A per szerint Oroszország elveszítette volna jogát az épület használatához, így új nagykövetségre lett volna szüksége az országnak.

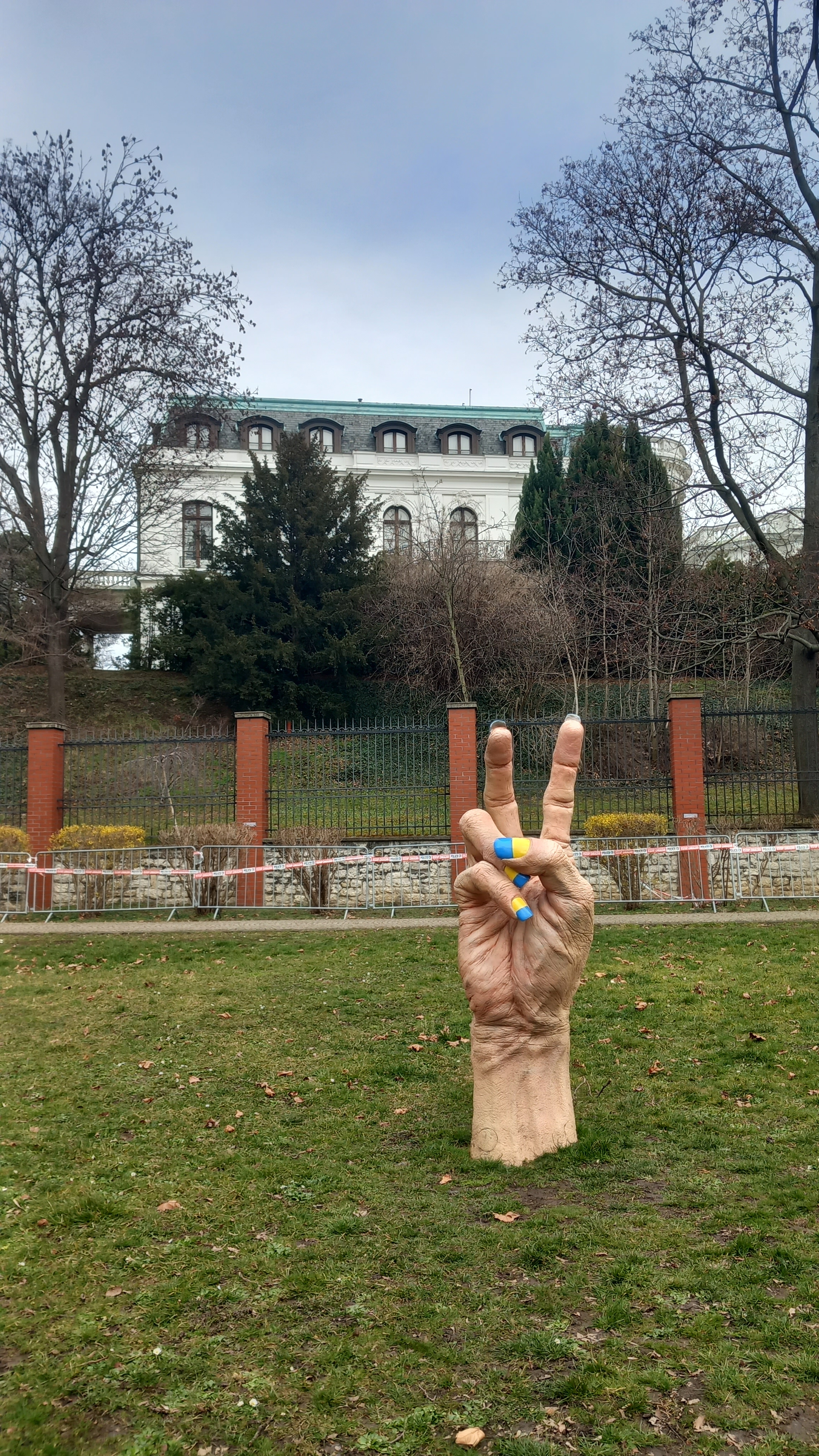
Egy ukrán színekkel kifestett kézszobor a nagykövetség előtt, 2023-ban

### Címváltoztatások

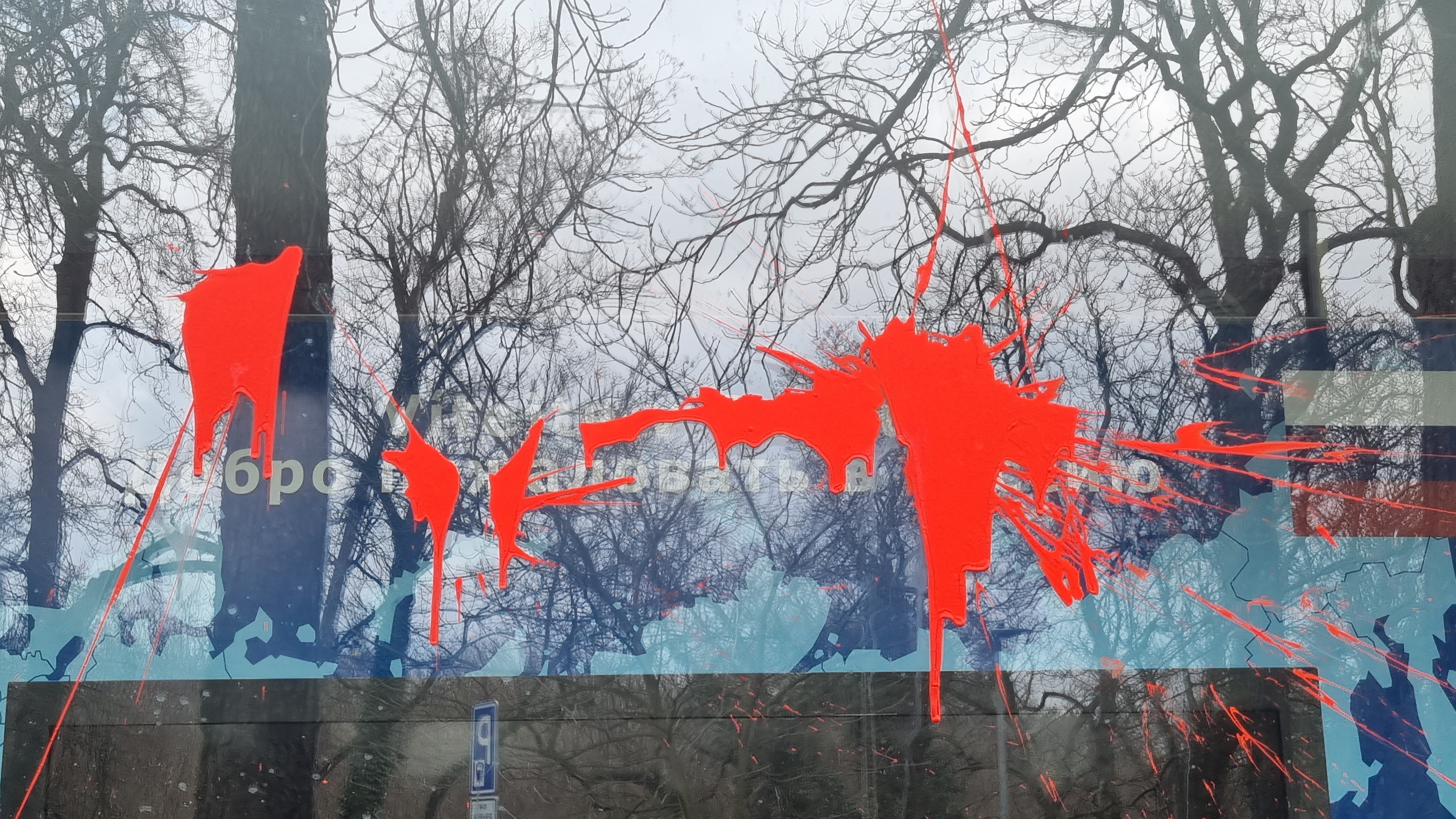
A nagykövetség megrongált fala Oroszország 2022-es Ukrajna elleni inváziója után

2020-ban a teret, amin a nagykövetség található, átnevezték Borisz Nyemcov tiszteletére, miután a politikust 2015-ben meggyilkolták. Válaszként a nagykövetség megváltoztatta hivatalos címét Korunovační 36-ra, amely a tér mellett fekvő utca. Az orosz nagykövetség szerint történelmi jelentősége miatt sokkal kevésbé volt valószínű ennek utcának átnevezése. Oroszország 2022-es Ukrajna elleni invázióját követően április 22-én a város átnevezte a Korunovační utca egy rövid részét Ukrajinských hrdinů (Ukrán hősök) utcára, hogy a nagykövetség új címe Ukrajinských hrdinů 6 legyen.

### Diplomaták kiutasítása
2021 áprilisában kiderült, hogy a vrbětice-i robbantások mögött valószínűleg két orosz Felderítő Főcsoportfőnökség-ügynök állt, amit követően tizennyolc orosz diplomatát kiutasítottak a nagykövetségről.
Később a cseh kormány úgy döntött, hogy kiegyenlíti az orosz és cseh diplomaták számát a két ország nagykövetségein. 2021. június 1-én hét diplomata és huszonöt további személyzet maradt a nagykövetségen, a korábbi 48 diplomata és 81 személyzethez képest.
Ennek következtében az 1953-ban alapított orosz iskolát bezárták.

## Fordítás
- Ez a szócikk részben vagy egészben  a   Ruské velvyslanectví v Praze című cseh Wikipédia-szócikk ezen változatának fordításán alapul.  Az eredeti cikk szerkesztőit annak laptörténete sorolja fel. Ez a jelzés csupán a megfogalmazás eredetét és a szerzői jogokat jelzi, nem szolgál a cikkben szereplő információk forrásmegjelöléseként.